# Scamboneura mindanaoensis
Scamboneura mindanaoensis är en tvåvingeart som beskrevs av Alexander 1931. Scamboneura mindanaoensis ingår i släktet Scamboneura och familjen storharkrankar. Inga underarter finns listade i Catalogue of Life.